# Douglas Aircraft Company

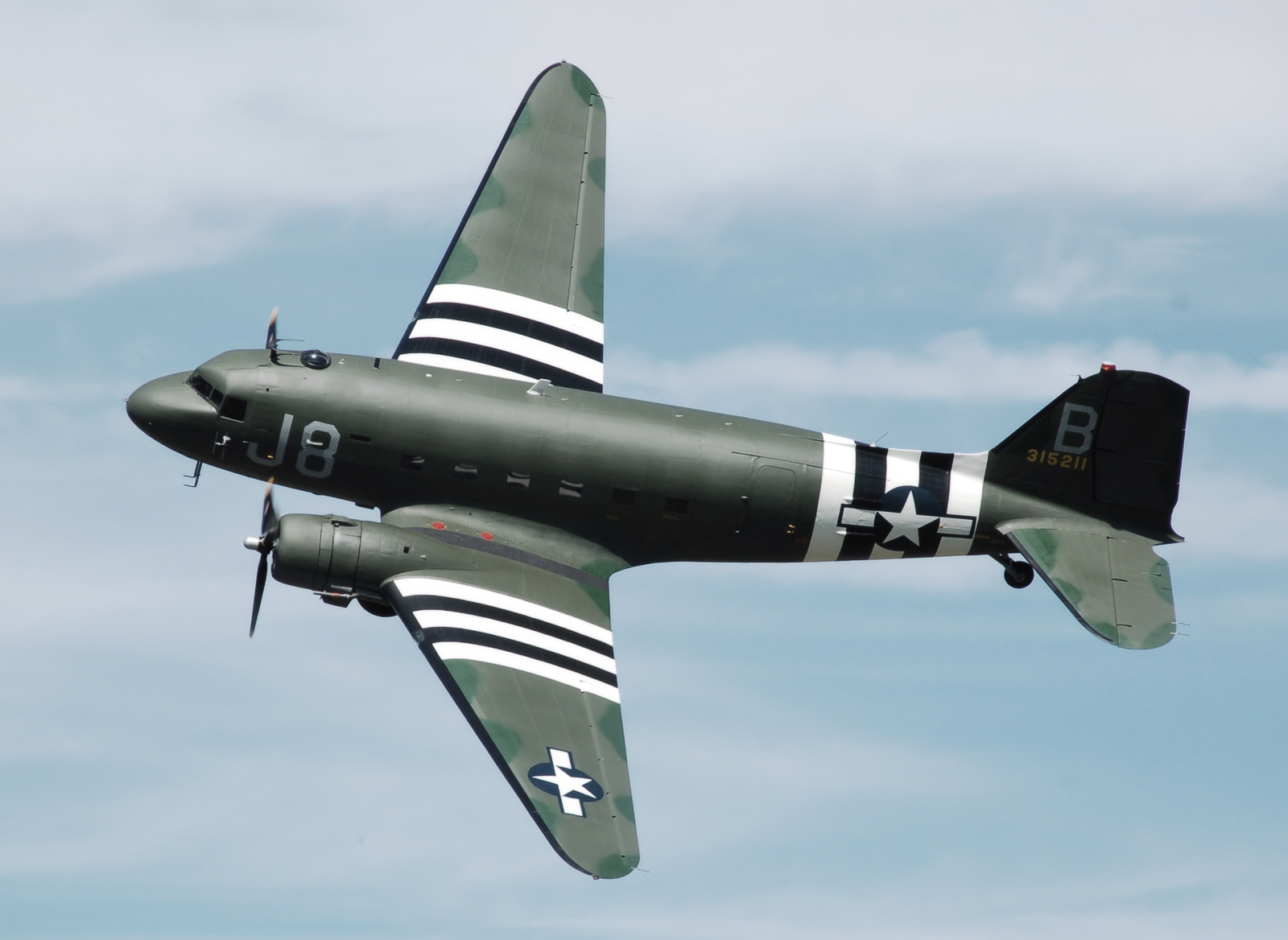
Douglas C-47 Skytrain на авіашоу в Великій Британії, 2010 рік

Douglas Aircraft Company — американська авіабудівна компанія, головні офіси у Санта-Моніці й Лонг-Біч США. Заснована Дональдом Дугласом-старшим в 1921 році, в 1967 об'єдналася з McDonnell Aircraft Corporation для створення компанії McDonnell Douglas. Після злиття компанія Douglas Aircraft Company була підрозділом McDonnell Douglas.
Компанія найбільше відома своїми комерційними літаками під позначенням «DC» («Douglas Commercial» — «комерційний літак Douglas»). Серед них одна з культових моделей компанії — DC-3, яка існувала і у військово-транспортному варіанті під назвою Douglas C-47 Skytrain або «Dakota». Компанія також створила велику кількість літаків для армії, ВМФ і ВПС США.